# Front Południowy (1920)

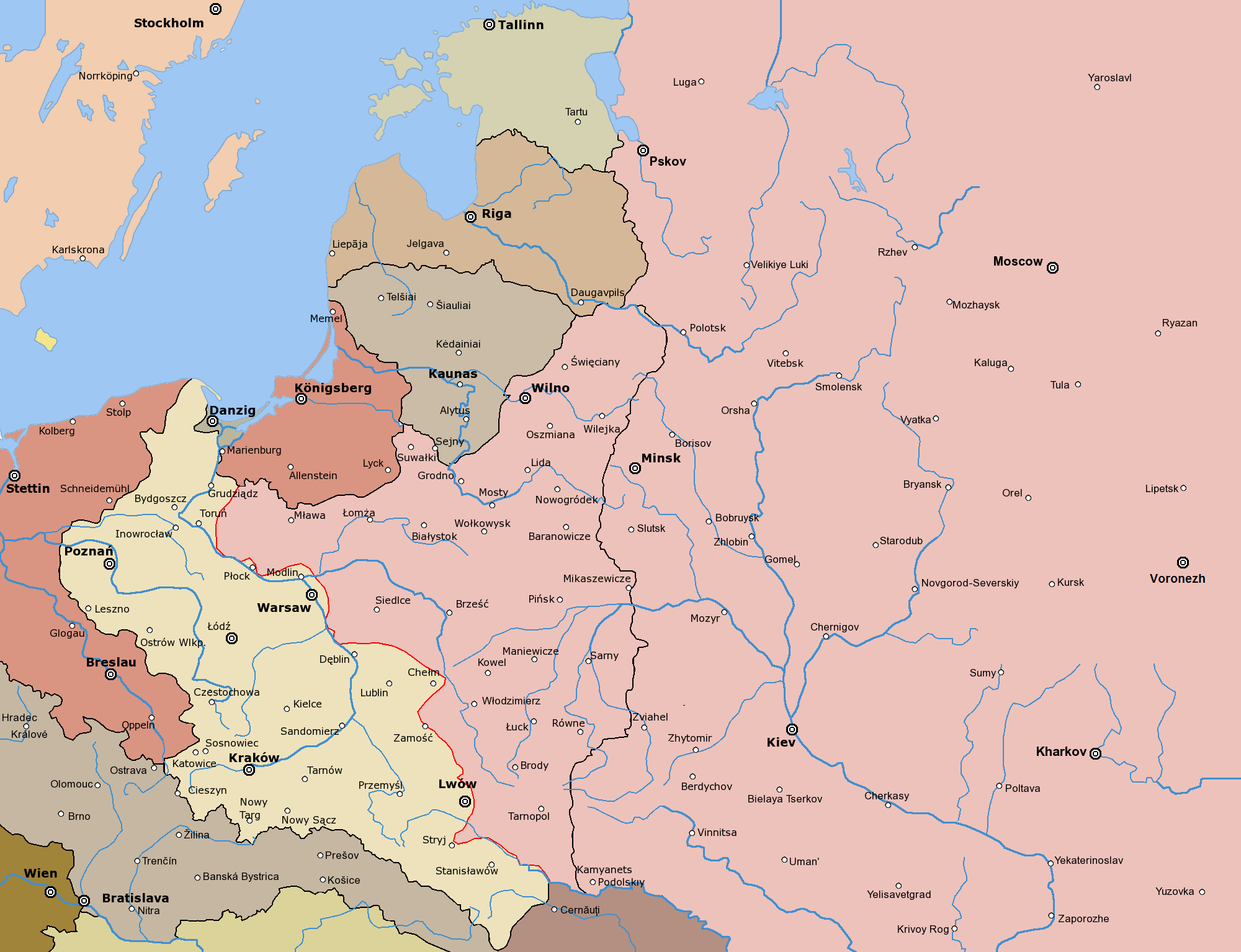
Front polsko-bolszewicki w sierpniu 1920

Front Południowy – związek operacyjny Wojska Polskiego utworzony w trakcie wojny polsko-bolszewickiej dyrektywą Wodza Naczelnego marsz. Józefa Piłsudskiego z 6 sierpnia 1920 r. Rozwiązany, wraz z pozostałymi frontami 1 września 1920 r..

## Historia
W związku z przygotowaniami do bitwy warszawskiej zreorganizowano armię polską i podzielono na 3 fronty: Północny (5., 1. i 2. armia), Środkowy (4. i 3. armia) i Południowy (6. armia i jednostki ukraińskie). Ostatni miał za zadanie obronę Lwowa i Galicji Wschodniej oraz wiązać siły Frontu Południowo-Zachodniego, aby nie wspomogły Front Zachodni usiłującego zdobyć Warszawę.
W trakcie szturmu wojsk Tuchaczewskiego na północy 1 Armia Konna – Konarmia (dowódca – Siemion Budionny) od 12 sierpnia usiłowała zdobyć Lwów. Doszło do ciężkich i zażartych walk (jak np. bitwa pod Zadwórzem – polskie Termopile), zakończonych 20 sierpnia przerwaniem przez kawalerię radziecką ataków w celu wsparcia Frontu Zachodniego. Był to spóźniony manewr, gdyż większość tamtejszych wojsk była rozbita i wycofywała się. W ten sposób Front Południowy pośrednio przyczynił się do zwycięstwa kontruderzenia znad Wieprza, gdyż nie pozwolił Konarmii na uderzenie na odsłoniętą flankę polskich sił zmierzających znad Wieprza ku północy i północnemu wschodowi, na tyły wojsk Tuchaczewskiego.

## Dalsze perypetie 1 Armii Konnej
26 sierpnia Budionny ruszył ponownie, przełamując pod Bełzem pozycje grupy gen. Hallera (13 DP i 2 DJ) i oblegając Zamość. Wpadł tam zasadzkę 3 Armii i grupy gen. por. Hallera. W wyniku bitwy pod Komarowem resztki Konarmii musiały ustąpić na Hrubieszów, a 6 września, po ciężkich walkach odwrotowych przełamały front i wyszły z okrążenia. W tym czasie, 4 września dowództwo Frontu Południowego przemianowano na dowództwo 6 Armii, a jej dowództwo na dowództwo jednej z grup operacyjnych.

## Dowództwo i sztab
- Dowódcy
  - gen. Wacław Iwaszkiewicz-Rudoszański (do 20 sierpnia)
  - gen. Robert Lamezan-Salins (od 20 sierpnia)
- Szef sztabu
  - płk SG Jan Thullie (od 23 sierpnia)
- p.o. referenta sądowo–prawnego – ppłk KS dr Zygmunt Hołobut (referent sądowo-prawny 6 Armii)
- 6 Armia (od 10 sierpnia)

Wojska frontu liczyły ok. 30.000 żołnierzy.